# Loxophantis
Loxophantis é um gênero de mariposa pertencente à família Crambidae.